# Амиркулов, Ардак Джамансариевич
Ардак Джамансариевич Амиркулов (каз. Ардақ Жамансарыұлы Әмірқұлов; род. 10 декабря 1955, а. Акколь Таласского района Жамбылской области) — казахстанский кинорежиссёр. Заслуженный деятель Казахстана (2016). Лауреат Государственной премии РК (1992). Кавалер Ордена «Курмет» (2005).

## Биография
Происходит из рода Шымыр племени дулат.
В 1977 году окончил Педагогический институт. Работал на киностудии «Казахфильм». В 1988 году окончил режиссёрский факультет Всесоюзного государственного института кинематографии (мастерская С. Соловьёва). С 1992 по 2002 год — директор киностудии «Казахфильм». Преподавал в Алматинском театрально-художественном институте, с 1996 года — профессор.

## Фильмография

### Режиссёр
- 1992 — Гибель Отрара (студия «Ардфильм»)
- 1995 — Абай (студия «Ардфильм» и «Казахфильм»)
- 1997 — 1997. Записи Рустема с картинками
- 2008 — Прощай, Гульсары!
- 2023 — В безмолвии

### Сценарист
- 1988 — Мутанты

## Награды и премии
Ардак Амиркулов имеет ряд престижных профессиональных наград:
- Государственная премия Казахстана (1992);
- Премия «ФИПРЕССИ» на кинофестивале ассоциации международных кинокритиков в городе Монреаль (Канада, 1991);
- Приз международного фестиваля в городе Фигейра-да-Фош (Португалия, 1992);
- Главный приз «Серебряный полумесяц» 1-го международного кинофестиваля в городе Ашхабад (1992);
- Приз «Серебряный Семург» кинофестиваля в городе Ташкенте (Узбекистан, 1997);
- Приз «Жюри молодёжного общества» и медаль Всесоюзного государственного института кинематографии (1998);
- 2005 — Орден Курмет[4].
- Заслуженный деятель Казахстана (2016)[5].
- Лауреат Национальной премии Союза кинематографистов Казахстана «Кулагер» в номинации «Лучший режиссёр Казахстана» (19.11.2018)[6]

## Семья
Жена — Рубанова Эвелина Юрьевна. Имеет троих сыновей: Елжан (1981 г.), Аллан (1991 г.), Руслан (1993 г.).
Имеет двух внучек и одного внука: Сабина Ардак (2007 г.), Камила Ардак (2009 г.), Санжар Амиркулов (2017 г.)